# Hirakata

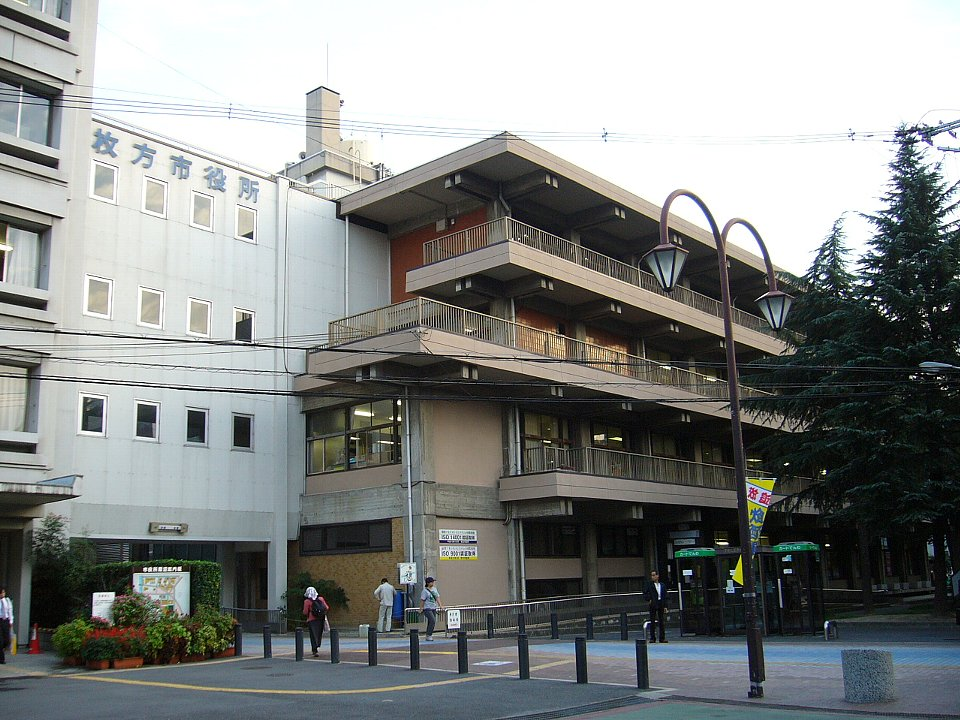
Primăria

Hirakata (枚方市 Hirakata-shi?) este un municipiu din Japonia, prefectura Osaka.